# 2017 ワールド・ベースボール・クラシック パキスタン代表
2017 ワールド・ベースボール・クラシック パキスタン代表（2017 - パキスタンだいひょう）は、2017年に開催された第4回ワールド・ベースボール・クラシックに出場した、野球のパキスタン代表チームである。

## 経緯
2015年9月17日に第4回WBC予選の組み分けが発表され、パキスタンは予選4組で開幕を迎えることとなりWBC初参加となったが、ブラジル、イギリスと2試合連続で10点差以上、1点も入れることなくコールド負けし予選敗退が決まった。